# Тугані
Тугані (або Тухані, Тухане, пол. Tuchanie) — село в Польщі, у гміні Дубенка Холмського повіту Люблінського воєводства.

## Історія
У 1921 році село входило до складу гміни Білопілля Грубешівського повіту Люблінського воєводства Польської Республіки.
21–22 травня 1942 року німці вбили в селі 62 його мешканців. 25 травня 1943 року Тугані майже повністю спалила польська банда. 27 травня 1943 року поляки з Армії Крайової закатували в селі 7 українців.
У серпні 1944 року місцеві мешканці безуспішно зверталися до голови уряду УРСР Микити Хрущова з проханням включити село до складу УРСР, звернення підписало 64 осіб.
21-25 червня 1947 року під час операції «Вісла» польська армія виселила зі села на приєднані до Польщі північно-західні терени 5 українців. У селі залишилося 142 поляків. Ще 8 невиселених українців підлягали виселенню.

## Населення
За даними перепису населення Польщі 1921 року в селі налічувалося 38 будинків та 248 мешканців, з них:
- 118 чоловіків та 130 жінок;
- 148 православних, 66 римо-католиків, 34 юдеї;
- 151 українець, 67 поляків, 30 євреїв.

## Особистості

### Народилися
- Ніна Міщанчук (нар. 1945) — український лікар-оториноларинголог[3].